# Comunidades Eclesiais de Base
As Comunidades Eclesiais de Base (CEB) são comunidades inclusivistas ligadas principalmente à Igreja Católica que, incentivadas pela Teologia da Libertação, se espalharam principalmente nos anos 1970 e 80 no Brasil e na América Latina. Consistem em comunidades reunidas geralmente em função da proximidade territorial e de carências e misérias em comum, compostas principalmente por membros insatisfeitos das classes populares e despossuídos, vinculadas a uma igreja ou a uma comunidade com fortes vínculos, cujo objetivo é a leitura bíblica em articulação com a vida, com a realidade política e social em que vivem e com as misérias cotidianas com que se deparam na matriz ordinária de suas vidas comunitárias. Através da hermenêutica do método ver-julgar-agir buscam olhar a realidade em que vivem (ver), julgá-la com os olhos da fé (julgar), buscando nunca perder de vista o dom da tolerância e o dom da caridade. Sem, no entanto, deixar que a razão fique obnubilada e encontrar caminhos de ação e contemplação, mesmo que impulsionados por este mesmo juízo prático ou teórico à luz da fé (agir). 
Um dos mais recentes pronunciamentos do Magistério sobre as CEBs ocorreu na V Conferência Geral do Episcopado Latino-americano e do Caribe realizada pelo CELAM em Aparecida (2007), quando foi ressaltado que "as comunidades eclesiais de base terão cuidado para não alterar o tesouro precioso da Tradição e do Magistério da Igreja", visando retificar as frequentes desorientações havidas em épocas passadas. As CEBs são comunidades, uma reunião de pessoas que vivem na mesma região, tem uma mentalidade unificante e possuem a mesma fé. São eclesiais, porque estão unidas à Igreja ou a um grupo de ação social. São de base porque são constituídas de pessoas das classes populares e de menor cultura e se contrapõem aos que tem posses. Localizam-se em geral na zona rural e na periferia das cidades. Organizam-se em torno das paróquias, capelas, centros sociais ou associações comunitárias por iniciativa de leigos, padres ou bispos. Segundo Frei Betto, as CEBs são uma nova forma de organizar. Tradicionalmente, a Igreja Católica é organizada em torno das paróquias. As CEBs permitem que a organização se dê através de comunidades menores, onde os membros podem estabelecer laços comunitários entre si. Assim, as paróquias evangelizadoras podem se tornar verdadeiras comunidades paroquiais de vanguarda.
O formuladores das CEBs desde o princípio advogaram para essas comunidades um protagonismo de primeira grandeza dentro da Igreja. As CEBs seriam o "primeiro e fundamental núcleo eclesial, (...) célula inicial da estrutura eclesial", unidade estruturante da Igreja. Tal grandiloquência chegava a lembrar o espírito triunfalista tão criticado na mentalidade pré-conciliar.[carece de fontes?] No entanto, essas formulações conceituais nunca passaram de um desideratum, visto que o Catecismo da Igreja Católica, os Documentos pontifícios do Papa João Paulo II, o Código de Direito Canônico ou outros documentos estruturantes da Santa Sé nunca incorporaram as CEBs, omissão essa que alguns interpretam como uma restrição.
Deve-se ressaltar que as Comunidades Eclesiais de Base não são homogêneas nem homogenizáveis, dada a diversidade social heterogênea e estratificada, religiosa e geográfica e as formas distintas de compreender e viver sua inserção crítica eclesial e sua participação na sociedade. Correspondem a uma organização descentralizada, diferentes entre si, como resposta aos desafios sociais e eclesiais concretos. Não possuem secretariado nacional, mas uma "comissão ampliada" que faz a ponte entre os encontros nacionais (Encontros Inter-eclesiais) entre as igrejas particulares. Entretanto, segundo Bingemer, é possível detectar quatro traços distintivos de uma CEB:
- O primeiro traço é a territorialidade: são pessoas que se reúnem por proximidade geográfica. Esta proximidade está na origem da discussão e reivindicação por serviços básicos (Bolsa Família, água, saneamento).
- Círculos bíblicos: os grupos se reúnem para leitura e reflexão da Palavra de Deus e confrontá-la com a vida cotidiana. Muitas comunidades iniciaram a partir destes círculos bíblicos e passaram a organizar celebração dominical, com ou sem sacerdote.
- Participação e discussão dos problemas comunitários em conselhos ou assembleias, com ampla participação dos membros.
- A partir das necessidades das comunidades, foram surgindo diversos ministérios leigos ao longo da história das CEBs: ministros da Comunhão, ministros das pastorais específicas ou grupos de alfabetização de adultos, creches, bibliotecas e hortas comunitárias, clubes de mães.

A partir da reflexão sobre os problemas da família, do trabalho e do bairro, as CEBs ajudaram a criar movimentos sociais para organizar sua luta: associações de moradores, organizações sindicais, luta pela terra e também o fortalecimento do movimento operário.

## Origens
Normalmente se considera que sua origem se deu no começo dos anos 1960, como resultado da experiência de catequese popular em Barra do Piraí (1956) ou do Movimento da Diocese de Natal, ou ainda do Movimento de Educação de Base. Sua gestação e nascimento se deram no contexto mundial da Guerra Fria, quando o mundo era dividido entre o bloco comunista e o bloco capitalista.
Uma das motivações iniciais era suprir a ausência de padres nas regiões onde os desafios eram maiores, nas quais os batizados não tinham nenhum contato com um processo de evangelização. A auto-organização leiga preencheria esta lacuna, sob a autoridade do bispo local.
Não se pode negar a influência do esforço da Ação Católica na questão da cidadania, os esforços de renovação pastoral do Movimento para um Mundo Melhor e dos Planos de pastoral da CNBB - Plano de Emergência e Plano de Pastoral de Conjunto - e também a rearticulação da pastoral popular após o golpe militar de 1964.
As conferências católicas de Medellín (1968) e de Puebla (1979) colaboraram decisivamente para sua evolução. Medellín preencheu o imaginário eclesial com a temática da Libertação e Puebla com a evangélica opção preferencial pelos pobres.

## Características
As CEBs se constituem de grupos de pessoas (em torno de 20 a 80) sem discriminação de raça, credo ou orientação sexual que, morando no mesmo bairro ou nos mesmos povoados, se encontram para refletir e transformar a realidade à luz da Palavra de Deus e das motivações religiosas.
A partir de sua organização elas começavam também a reivindicar pequenas melhorias nos bairros, mas, ao mesmo tempo, iniciavam uma caminhada para tomar consciência da situação social e política. Queriam a transformação da sociedade. Inspiradas no método "Paulo Freire" de alfabetização de adultos, executavam uma metodologia que levasse da conscientização à ação.
Por suas características ecumênicas, o movimento extrapolou os limites da Igreja Católica e as comunidades passaram contar com representantes também de igrejas como Metodista, Luterana e Presbiteriana. Entretanto, esse ecumenismo não funcionou no embate com as vertentes pentecostais evangélicas, apontadas desde o ano 2000 como um dos fatores de enfraquecimento das Comunidades Eclesiais de Base.
Os membros das CEBs no Brasil se encontram periodicamente nos chamados "Encontros Intereclesiais", sendo que o mais recente deles é o 12º Intereclesial - Arquidiocese de Porto Velho (Rondônia), aconteceu dos dias 21 a 25 de julho de 2009, como TEMA: "CEBs: 'Ecologia e Missão'" e o LEMA: "Do Ventre da Terra, o grito que vem da Amazônia". Reuniu quase 4 mil delegados das comunidades de base, 420 religiosos, 380 sacerdotes, 50 bispos católicos e dois anglicanos, 48 pessoas de outras igrejas cristãs, entre as quais 23 pastores, representantes de 32 povos indígenas e crentes da cultura e espiritualidade afro-brasileira. Somando com voluntários para a preparação e equipes organizadores passou de 6 mil fiéis.
Em 2000 existiam cerca de 70 mil núcleos de Comunidades Eclesiais de Base no Brasil, nas cidades e no campo, segundo o Instituto de Estudos da Religião (Iser), do Rio de Janeiro. Uma pesquisa realizada por Pierrucci e Prandi indicam a existência de 1,8 milhões de católicos adultos atuantes nas CEBs, de um total de 14 milhões que participam de algum movimento católico organizado.
Alguns especialistas no assunto constatam que nos últimos 10 ou 15 anos as CEBs estão encolhendo e passando por dificuldades. Identificam que a causa profunda é que as CEBs vivem um modelo eclesial diferente do modelo dominante, que é um modelo piramidal hiper-dependente do ministro ordenado e sem o ministro ordenado praticamente não se faz nada. O modelo das CEBs é um modelo não hierarquizado, onde as iniciativas fluem de baixo para cima, sem a orquestração direta ou indireta. Há também certo conflito com um terceiro modelo de pastoral, também supra paroquial e baseado nos meios de comunicação, que tem como seus máximos expoentes os padres Reginaldo Manzotti, Marcelo Rossi, Fábio de Melo e o grupo midiático Canção Nova da Renovação Carismática Católica.

## Opção preferencial pelos pobres
A Opção preferencial pelos pobres foi a principal deliberação do CELAM de Medelin, onde a Igreja da América Latina expressou de forma explícita a sua preocupação com relação a grande maioria da população deste continente, que vive em condição de miséria. A Igreja busca então cumprir a missão de Cristo que afirma: "Eu vim para que as ovelhas tenham vida e para que a tenham em abundância" Jo 10,10. Entretanto no CELAM de Aparecida, realizado em 2007, o Papa Bento XVI afirmou não ser correto o termo "opção preferencial" pois o próprio cristianismo se baseia na preferência pelos pobres. Desta forma o termo foi corrigido para apenas: opção pelos pobres. O Papa também destacou que apesar desta afirmação os ricos não são excluídos da Igreja.

## Controvérsias
Ao redor da imagem de "povo de Deus", que foi caracterizada pelo Concílio Vaticano II,[carece de fontes?] as comunidades sentiram-se parte ativa na construção do Reino de Deus.[carece de fontes?] Houve quem aplaudisse e quem desqualificasse essa atitude como algo que ameaçasse destruir a estrutura de dois mil anos da Igreja.
Falava-se da prioridade do carisma sobre a instituição (Leonardo Boff) e usava-se o método das ciências sociais para analisar a Igreja. Substituir a tradicional filosofia pelas ciências sociais representava segundo a ala conservadora da Igreja o risco de introduzir a análise marxista dentro da Igreja Católica.
Diante desta teoria da conspiração e do temor dos conservadores, começou-se a falar do perigo de infiltração comunista na Igreja e muitos setores da sociedade burguesa ficaram alarmados. Até o Departamento de Estado dos Estados Unidos pronunciou-se, contundentemente, através de dois documentos chamados "Santa Fé": "a Teologia da Libertação e suas células (as CEBs) representam uma doutrina política disfarçada de crença religiosa, com um significado antipapal e antilivre empresa, destinadas a debilitar a independência da sociedade frente ao controle estatal" (Santa Fé II).[carece de fontes?]

## Encontros intereclesiais
As CEBs brasileiras, ao longo de sua história, já realizaram 14 encontros intereclesiais, reunindo membros de todo o Brasil:
- 1º Intereclesial - Vitória (Espírito Santo), 1975. Tema: Uma Igreja que nasce do Povo pelo Espírito de Deus.
- 2º Intereclesial - Vitória (Espírito Santo), 1976. Tema: Igreja, Povo que caminha.
- 3º Intereclesial - João Pessoa (Paraíba), 1978. Tema: Igreja, Povo que se liberta.
- 4º Intereclesial - Itaici (São Paulo), 1981. Tema: Povo oprimido que se organiza para a Libertação.
- 5º Intereclesial - Canindé (Ceará), 1983.Tema: Igreja, Povo unido, semente de uma nova sociedade.
- 6º Intereclesial - Trindade (Goiás), 1986. Tema: Cebs, Povo de Deus em busca da terra prometida.
- 7º Intereclesial - Duque de Caxias (Rio de Janeiro), 1989. Tema: Povo de Deus na América Latina a caminho da Libertação.
- 8º Intereclesial - Santa Maria (Rio Grande do Sul), 1992. Tema: Povo de Deus renascendo das culturas oprimidas.
- 9º Intereclesial - São Luís (Maranhão), 1997. Tema: Cebs, Vida e Esperança nas massas.
- 10º Intereclesial - Ilhéus (Bahia), 2000. Tema: Cebs, Povo de Deus, 2000 anos de caminhada.
- 11º Intereclesial - Ipatinga (Minas Gerais), 2005. Tema: CEBs, Espiritualidade Libertadora.
- 12º Intereclesial - Porto Velho (Rondônia), aconteceu dos dias 21 a 25 de julho de 2009. Tema: CEBs: Ecologia e Missão e Lema: Do ventre da Terra, o grito que vem da Amazônia.[10]
- 13º Intereclesial - Juazeiro do Norte (Ceará), ocorreu de 7 a 11 de janeiro de 2014. Tema: "Justiça e Profecia a serviço da Vida" e Lema "CEBs, Romeiras do Reino no campo e na cidade". Neste encontro estiveram presentes vários lideres religiosos e civis.[11] O Papa Francisco enviou uma bênção aos participantes.
- 14° Intereclesial - Londrina (Paraná), foi realizado entre 23 a 27 de janeiro de 2018. Tema:"CEBs e os Desafios do Mundo Urbano" e Lema:"Eu vi e ouvi o clamor do meu povo e desci para libertá-lo" e o Santo Padre, o Papa Francisco enviou uma carta para este evento.